# 丘崇 (北周)
丘崇（?—?），恒州代郡鼓城县广义乡孝让里人，丘愿之子，宇文泰的外甥，南北朝北周官员。
丘崇的母亲宇文泰的三妹安德公主。天和四年（569年），其兄丘宾被周武帝任命为使持节、骠骑大将军、开府仪同三司、大都督、安乐县安国公，食邑一千户。不久去世。赠本官加少傅，蒲、虞、勋三州诸军事，蒲州刺史，天和六年葬于长安洪渎原。其妻青州石氏，长城郡君。丘崇被周武帝任命为使持节、大都督、骠骑大将军、开府仪同三司、广化县开国公，食邑一千户。天和六年（571年），授大将军，余如故。建德二年（573年），授使持节、都督宜州诸军事、宜州刺史。